# Szaknyér
Szaknyér je vas na Madžarskem, ki upravno spada pod Kermendinsko okrožje Železne županije.